# Livesport Prague Open 2022
Il Livesport Prague Open 2022 è un torneo di tennis facente parte della categoria WTA 250 nell'ambito del WTA Tour 2022. È la 13ª edizione del torneo. Il torneo si gioca su campi in cemento al TK Sparta Praha di Praga in Repubblica Ceca dal 25 al 31 luglio 2022.

## Partecipanti

### Teste di serie
| Nazionalità | Giocatrice          | Ranking* | Testa di serie |
| ----------- | ------------------- | -------- | -------------- |
| Estonia     | Anett Kontaveit     | 2        | 1              |
| Rep. Ceca   | Barbora Krejčíková  | 19       | 2              |
| Belgio      | Elise Mertens       | 30       | 3              |
| Romania     | Sorana Cîrstea      | 33       | 4              |
| Francia     | Alizé Cornet        | 37       | 5              |
| Belgio      | Alison Van Uytvanck | 40       | 6              |
|             | Anastasija Potapova | 63       | 7              |
| Rep. Ceca   | Marie Bouzková      | 64       | 8              |

* Ranking al 18 luglio 2022.

### Altre partecipanti
Le seguenti giocatrici hanno ricevuto una wild card:
- Lucie Havlíčková
- Anett Kontaveit
- Linda Nosková

Le seguenti giocatrici sono passate dalle qualificazioni:

- Dalila Jakupovič
- Barbora Palicová
- Dominika Šalková
- Oksana Selechmet'eva
- Wang Qiang
- Anastasija Zacharova

Le seguenti giocatrici sono entrate in tabellone come lucky loser:
- Nao Hibino
- Sinja Kraus
- Natal'ja Vichljanceva

### Ritiri
Prima del torneo
- Ekaterina Aleksandrova → sostituita da  Ekaterine Gorgodze
- Belinda Bencic → sostituita da  Anna Blinkova
- Lucia Bronzetti → sostituita da  Nao Hibino
- Harriet Dart → sostituita da  Ylena In-Albon
- Océane Dodin → sostituita da  Vitalija D'jačenko
- Beatriz Haddad Maia → sostituita da  Chloé Paquet
- Petra Kvitová → sostituita da  Sinja Kraus
- Karolína Muchová → sostituita da  Natal'ja Vichljanceva
- Donna Vekić → sostituita da  Viktorija Tomova

## Partecipanti al doppio

### Teste di serie
| Nazione  | Giocatrice          | Nazione     | Giocatrice             | Rank1 | Teste di serie |
| -------- | ------------------- | ----------- | ---------------------- | ----- | -------------- |
| Belgio   | Kirsten Flipkens    | Belgio      | Alison Van Uytvanck    | 137   | 1              |
| Cina     | Han Xinyun          |             | Aleksandra Panova      | 141   | 2              |
| Giappone | Miyu Katō           | Regno Unito | Samantha Murray Sharan | 150   | 3              |
|          | Anastasija Potapova |             | Jana Sizikova          | 159   | 4              |

* Ranking al 18 luglio 2022.
Le seguenti coppie di giocatrici hanno ricevuto una wild card per il tabellone principale:
- Lucie Havlíčková /  Linda Nosková
- Barbora Palicová /  Dominika Šalková

Le seguenti coppie sono entrate nel tabellone principale con il ranking protetto:
- Lucie Hradecká /  Andrea Sestini Hlaváčková
- Magda Linette /  Yanina Wickmayer

La seguente coppia è subentrata in tabellone come alternate:
- Angelina Gabueva /  Anastasija Zacharova

### Ritiri
Prima del torneo
- Irina Bara /  Ekaterine Gorgodze → sostituite da  Alëna Fomina-Klotz /  Ekaterina Jašina
- Kirsten Flipkens /  Alison Van Uytvanck → sostituite da  Angelina Gabueva /  Anastasija Zacharova
- Julia Lohoff /  Laura Ioana Paar → sostituite da  Anastasia Dețiuc /  Miriam Kolodziejová
- Ingrid Neel /  Rosalie van der Hoek → sostituite da  Ingrid Neel /  Astra Sharma

## Punti e montepremi
| Torneo              | Torneo              | V      | F      | SF     | QF    | 2T    | 1T    | Q  | Q2    | Q1  |
| Singolare femminile | Punti               | 280    | 180    | 110    | 60    | 30    | 1     | 18 | 12    | 1   |
| Singolare femminile | Premi in denaro ($) | 43,000 | 21,400 | 11,500 | 6,175 | 3,400 | 2,100 | –  | 1,020 | 600 |
| Doppio femminile    | Punti               | 280    | 180    | 110    | 60    | -     | 1     | –  | –     | –   |
| Doppio femminile    | Premi in denaro ($) | 12,300 | 6,400  | 3,435  | 1,820 | -     | 960   | –  | –     | –   |

## Campionesse

### Singolare
Marie Bouzková ha sconfitto in finale  Anastasija Potapova con il punteggio di 6-0, 6-3.
- È il primo titolo stagionale e della carriera per la Bouzková.

### Doppio
Anastasija Potapova /  Jana Sizikova hanno sconfitto in finale  Angelina Gabueva /  Anastasija Zacharova con il punteggio di 6-3, 6-4.